# 글로벌 금융 시스템
글로벌 금융 시스템( - 金融 - , 영어: global financial system)은 투자 및 무역 금융을 위한 금융 자본의 국제 흐름을 함께 촉진하는 법적 계약, 제도, 공식 및 비공식 경제 행위자의 세계적인 프레임워크이다. 19세기 후반에 경제 세계화의 첫 번째 현대적 물결이 발생한 이후, 국제 시장의 투명성, 규제 및 효율성을 개선하기 위한 중앙 은행, 다자간 조약 및 정부 간 기구의 설립으로 그 발전이 두드러졌다. :74 :11800년대 후반, 세계 이주와 통신 기술은 국제 무역과 투자의 전례 없는 성장을 촉진했다. 제1차 세계 대전이 시작될 때 외환 시장이 화폐 시장의 유동성 부족으로 마비되면서 무역이 축소되었다. 국가들은 보호무역주의 정책으로 외부 충격을 방어하려 했고 무역은 1933년에 사실상 중단되었고 일련의 상호 무역 협정이 전 세계적으로 천천히 관세를 인하할 때까지 세계 대공황의 영향을 악화시켰다. 제2차 세계 대전 이후 국제 통화 시스템을 개혁하려는 노력은 환율 안정성을 개선하여 세계 금융의 기록적인 성장을 촉진했다.
1970년대 일련의 통화 평가 절하와 석유 위기로 인해 대부분의 국가에서 통화를 유동화했다. 세계 경제는 1980년대와 1990년대에 자본 계정 자유화와 금융 규제 완화로 인해 점점 더 금융 통합되었다. 유럽, 아시아 및 라틴 아메리카의 일련의 금융 위기는 변동성 자본 흐름에 대한 더 큰 노출로 인한 전염 효과가 뒤따랐다. 2007년 미국에서 시작된 글로벌 금융 위기는 다른 국가로 빠르게 전파되어 전 세계적으로 대공황의 촉매제로 인식되고 있다. 2009년 그리스의 통화 연합 미준수에 대한 시장 조정은 유로존 위기로 알려진 유럽 국가들 사이에서 국가 부채 위기를 촉발했다. 국제 금융의 역사는 국제 자본 흐름에서 U자형 패턴을 보여준다. 1914년 이전에는 1989년 이후에 높았지만 그 사이에는 낮았다. 자본 흐름의 변동성은 이전 기간보다 1970년대 이후 더 커졌다.
개방 경제를 운영하고 금융 자본을 세계화하기로 한 국가의 결정 은 국제 수지에 의해 포착된 금전적 의미를 내포한다. 또한 정치적 악화, 규제 변화, 외환 통제, 재산권 및 투자에 대한 법적 불확실성과 같은 국제 금융 위험에 노출된다. 개인과 그룹 모두 글로벌 금융 시스템에 참여할 수 있다. 소비자와 국제 기업 은 소비, 생산 및 투자를 수행한다. 정부와 정부간 기구는 국제 무역, 경제 개발 및 위기 관리를 제공하는 역할을 한다. 규제 기관은 재정 규정 및 법적 절차를 수립하고 독립 기관은 산업 감독을 용이하게 한다. 연구 기관 및 기타 협회는 데이터를 분석하고 보고서 및 정책 브리핑을 발행하며 글로벌 금융 문제에 대한 공개 담론을 개최한다.
글로벌 금융 시스템이 더 큰 안정을 향해 나아가고 있는 동안, 정부는 다양한 지역적 또는 국가적 요구를 처리해야 한다. 일부 국가는 경기 회복을 위해 도입된 비전통적인 통화 정책을 체계적으로 중단하려고 하고, 다른 국가는 범위와 규모를 확대하고 있다. 신흥 시장 정책 입안자들은 투자자들이 더 강한 시장으로 자본을 회수하도록 자극하지 않으면서 비상한 시장 민감도 동안 지속 가능한 거시 경제 정책을 신중하게 수립해야 하기 때문에 정확성에 대한 도전에 직면해 있다. 은행 규제와 같은 문제에 대해 이해 관계를 조정하고 국제적 합의를 달성하지 못하는 국가의 무능력은 미래의 글로벌 금융 재앙의 위험을 영속화했다. 따라서 글로벌 금융 시스템의 규제 및 모니터링 개선을 목표로 하는 UN 지속 가능한 개발 목표 10 과 같은 이니셔티브가 필요하다.

## 국제 금융 역사
세계는 19세기 후반에 상당한 변화를 겪었고 국제 금융 센터의 증가 와 발전 에 유리한 환경 을 만들었다. 이러한 변화의 주요 원인은 자본 흐름의 전례 없는 성장과 그에 따른 신속한 금융 센터 통합 및 더 빠른 커뮤니케이션이었다. 1870년 이전에는 런던과 파리가 세계 유일의 저명한 금융 중심지로 존재했다. :1얼마 지나지 않아 베를린과 뉴욕은 국가 경제에 금융 서비스를 제공하는 주요 중심지로 성장했다. 암스테르담, 브뤼셀, 취리히, 제네바와 같은 틈새 시장을 발견함에 따라 일련의 소규모 국제 금융 센터가 중요해졌다. 런던은 제1차 세계 대전까지 40년 동안 선도적인 국제 금융 중심지로 남아 있었다. :74–75 :12–15
1860년 영국이 프랑스와 Cobden-Chevalier Treaty로 알려진 자유 무역 협정을 체결하면서 시작하여 자유 무역 하에서 경제 세계화가 성장했다. 이러한 세계화 물결의 황금기는 1880년에서 1914년 사이에 보호무역 주의로의 회귀를 견뎌냈다. 1879년 독일 수상 오토 폰 비스마르크는 농산물 및 제조업 제품에 대한 보호 관세를 도입하여 독일을 새로운 보호 무역 정책을 도입한 최초의 국가로 만들었다. 1892년 프랑스는 멜린 관세를 도입하여 농산물과 제조업 제품에 대한 관세를 크게 인상했다. 미국은 19세기 대부분 동안 강력한 보호무역주의를 유지하여 수입품에 40~50%의 관세를 부과했다. 이러한 조치에도 불구하고 국제 무역은 둔화되지 않고 계속 성장했다. 해외 무역은 영국이 촉발한 자유 무역 단계보다 세계화의 첫 번째 물결인 보호무역주의 단계에서 훨씬 더 빠른 속도로 성장했다. :76–77
1880년대부터 1900년대까지 외국인 투자의 유례없는 성장은 금융 세계화의 핵심 동인이었다. 1913년에 해외에 투자된 전 세계 자본의 총계는 미화 440억 달러(2012년 달러 기준으로 1조 2천억 달러 )에 달했으며, 해외 자산의 가장 큰 부분은 영국(42%), 프랑스(20%), 독일이 보유하고 있다. (13%), 미국(8%). 네덜란드, 벨기에, 스위스는 약 12%로 독일과 같은 수준의 외국인 투자를 보유하고 있다. :77–78
미국 의회는 1913년 연방 준비 제도를 통과시켜 연방 준비 제도를 탄생시켰다. 그것의 시작은 1907년의 공황으로부터 영향을 받았으며, 이는 입법자들이 John Pierpont Morgan과 같은 개인 투자자들이 최후의 수단으로 다시 일할 것을 신뢰하는 것을 주저하는 것을 뒷받침한다. 시스템의 설계는 또한 국가 재정 문제에 대한 월스트리트의 영향력 집중에 의문을 제기하고 투자 은행가 들이 이사회에 비정상적으로 깊숙이 관여한 것으로 의심되는 자금 신탁 가능성에 대한 Pujo 위원회 의 조사 결과를 고려했다. 제조 기업의. 위원회의 연구 결과는 결정적이지 않았지만, 바로 그 가능성이 중앙 은행 설립에 대한 오랫동안 거부된 개념에 대한 지지를 불러일으키기에 충분했다. 연준의 가장 중요한 목표는 최후의 수단으로 유일한 대출 기관이 되어 통화 수요 가 크게 변하는 동안 미국 통화 공급의 비탄력성을 해결하는 것이었다. 1907년 금융시장 경색의 국제적 파급효과를 촉발한 근본적인 문제를 해결하는 것 외에도 뉴욕의 은행은 자체 준비금을 유지해야 할 필요성에서 해방되었고 더 큰 위험을 감수하기 시작했다. 재할인 시설에 대한 새로운 접근으로 인해 해외 지점을 개설할 수 있게 되어 런던의 경쟁 할인 시장과 뉴욕의 경쟁을 강화했다. :123–124 :53 :18
경제학자들은 제1차 세계 대전이 외환 시장을 불안정하게 만들고 마비시키는 첫 번째 지정학적 갈등이었기 때문에 외환 시장의 순수 시대의 끝이라고 언급했다. 영국은 독일 이 프랑스와 벨기에를 침공한 후인 1914년 8월 4일 독일에 선전포고를 했다. 몇 주 전에 런던의 외환 시장 이 처음으로 어려움을 겪었다. 유럽의 긴장과 정치적 불확실성 의 증가는 투자자들로 하여금 유동성을 쫓도록 동기를 부여했고 상업 은행 들은 런던의 할인 시장에서 많은 돈을 빌리게 되었다. 금융 시장이 타이트해짐에 따라 할인 대출 기관은 새로운 파운드 스털링을 할인하지 않고 영란 은행에서 준비금 을 재할인하기 시작했다. 영란은행은 7월 30일 3%에서 8월 1일까지 10%로 3일 동안 매일 할인율을 인상해야 했다. 외국 투자자들이 새로 만기 가 도래한 증권을 상환하기 위해 런던으로 송금 하기 위해 파운드를 구입하는 데 의존함에 따라, 파운드에 대한 갑작스러운 수요로 인해 파운드는 대부분의 주요 통화에 대해 금 가치 이상으로 평가절상되었지만 프랑스 은행이 시작된 후 프랑스 프랑에 대해서는 급격히 평가절하되었다. 그들의 런던 계정을 청산한다. 런던으로의 송금은 점점 더 어려워졌고 최고 환율 인 US$6.50/GBP로 정점에 달했다. 긴급 조치는 모라토리엄과 연장된 은행 휴일 의 형태로 도입되었지만 금융 계약이 비공식적으로 협상할 수 없게 되었고 수출 금지 조치가 금 선적을 방해하면서 효과가 없었다. 일주일 후, 영란 은행 은 대서양 횡단 지불을 위한 새로운 채널을 구축하여 외환 시장의 교착 상태를 해결하기 시작했다., 그리고 그 대가로 $4.90의 환율로 파운드 스털링을 받다. 다음 두 달 동안 이 채널을 통해 약 1억 4백만 달러의 송금이 이루어졌다. 그러나 파운드화 유동성은 파운드화를 받는 상업은행 에 대한 구제책이 충분하지 않아 궁극적으로 개선되지 않았다. 파운드 스털링이 세계의 준비 통화이자 주요 차량 통화였기 때문에 시장의 유동성 부족과 상업 은행의 스털링 지폐 수락 주저로 인해 통화 시장이 마비되었다. :23–24
1930년 연합국 은 국제결제은행 (BIS)을 설립했다. BIS의 주요 목적은 1919년 베르사유 조약에 의해 부과된 독일 배상금의 예정된 지불을 관리하고 전 세계 중앙 은행의 은행 역할을 하는 것이었다. 국가는 준비금의 일부를 기관에 예치금으로 보유할 수 있다. 또한 중앙 은행 협력 및 국제 통화 및 금융 문제에 대한 연구를 위한 포럼 역할을 한다. BIS는 또한 국가 간 금융 결제의 일반 수탁자 및 촉진자 역할을 한다. :531–532 :56–57 :269
고전적 금본위제는 영국 은행이 은행권을 금괴로 상환할 수 있게 되면서 영국에 의해 1821년에 제정되었다. 프랑스, 독일, 미국, 러시아, 일본은 각각 1878년부터 1897년까지 이 표준을 하나씩 채택하여 국제적 승인을 받았다. 이 표준에서 첫 번째 이탈은 1914년 8월 이들 국가가 금 수출에 대한 무역 금지령을 제정하고 지폐에 대한 금 환매를 중단했을 때 발생했다. 1918년 11월 11일 제1차 세계 대전이 끝난 후 오스트리아, 헝가리, 독일, 러시아 및 폴란드는 초인플레이션을 경험하기 시작했다. 비공식적으로 표준에서 벗어나 대부분의 통화는 환율 고정에서 해방되어 유동적으로 허용되었다. 이 기간 동안 대부분의 국가는 통화 가치를 약탈적인 수준으로 평가 절하하여 국가적 이점을 얻고 수출을 강화하려고 했다. 미국을 포함한 많은 국가들이 이전의 금본위제를 복원하기 위해 열성적이지 않고 조정되지 않은 시도를 했다. 대공황 초기에 미국, 오스트리아, 독일에서 뱅크런이 발생했고, 이로 인해 영국의 금 보유고에 압력이 가해져 금본위제를 지속할 수 없게 되었다. 독일은 1931년 7월 15일 드레스드너 은행 이 외환 통제를 시행하고 파산을 선언하면서 제1차 세계 대전 이후 금본위제를 공식적으로 포기한 최초의 국가가 되었다. 1931년 9월, 영국은 파운드 스털링이 자유롭게 떠다니는 것을 허용했다. 1931년 말까지 오스트리아, 캐나다, 일본, 스웨덴을 포함한 많은 국가들이 금을 포기했다. 광범위한 은행 파산 과 금 보유고의 과다출혈로 인해 미국은 1933년 4월에 금본위제에서 벗어났다. 프랑스는 레옹 블룸 총리의 정부에 대한 정치적 우려로 투자자들이 프랑에서 달아나면서 1936년까지 소송을 따르지 않을 것이다. :58 :414 :32–33
1944년에 정부간 기구로서의 유엔의 출범이 서서히 공식화되기 시작하면서 초기 회원국 중 44개국의 대표들이 현재 일반적으로 ' 유엔 통화 및 금융 회의 '라고 불리는 뉴햄프셔 브레튼 우즈의 한 호텔에서 모였다. 브레튼우즈 회의. 대표단은 대공황의 영향, 1930년대 동안 국제 금본위제를 유지하기 위한 투쟁, 그리고 관련 시장 불안정을 인식하고 있었다. 국제 통화 시스템에 대한 이전의 담론이 고정 환율 대 변동 환율에 초점을 맞춘 반면, Bretton Woods 대표단은 유연성을 위해 고정 환율을 선호했다. 이 시스템에서 국가들은 환율을 미국 달러에 고정하고, 이는 온스당 미화 35달러에 금으로 전환될 수 있다. :448 :34 :3 :6이러한 배치를 일반적으로 브레튼우즈 시스템이라고 한다. 고정 환율을 유지하는 대신 국가는 통화를 미국 달러에 고정하고 환율이 합의된 패리티의 1% 범위 내에서 변동하도록 허용한다. 이 요구 사항을 충족하기 위해 중앙 은행은 달러에 대한 통화의 판매 또는 구매를 통해 개입한다. :491–493 :296 :21
회원들은 국제수지에서 장기적으로 근본적인 불균형에 대응하여 자신의 페그를 조정할 수 있었지만 페깅 전략에 의존하기 전에 재정 및 통화 정책 도구를 통해 불균형을 수정하는 책임이 있었다. :448 :22조정 가능한 페깅은 상업 및 금융 거래의 환율 안정성을 높여 국제 무역 및 외국인 투자의 전례 없는 성장을 촉진했다. 이러한 특징은 1930년대 대의원들이 겪은 과도한 변동성 환율과 이에 따른 보호무역주의적 환율 통제가 무역에 파괴적인 영향을 미치고 대공황의 디플레이션 효과를 연장했던 경험에서 비롯되었다. 정부가 자본 흐름에 대한 제한을 제정하고 고정 장치를 지원하기 위해 통화 정책을 조정함에 따라 자본 이동성은 시스템에서 사실상 제한에 직면했다. :448 :38 :91 :30
브레튼우즈 협정의 중요한 구성요소는 두 개의 새로운 국제 금융 기관인 국제통화기금 (IMF)과 국제부흥개발은행 (IBRD)의 설립이었다. 총칭하여 브레튼우즈 제도라고 하는 이 기관은 각각 1947년과 1946년에 운영되었다. IMF는 국제 통화 문제에 대한 협력을 촉진하고 회원국에 자문 및 기술 지원을 제공하고 국제 수지 균형을 회복하는 데 반복적으로 어려움을 겪는 국가에 긴급 대출을 제공함으로써 통화 시스템을 지원하기 위해 설립되었다. 회원들은 긴급 대출이 발행될 수 있는 세계 총생산 (GDP)의 몫에 따라 풀에 기금을 기부할 것이다. :21 :9–10 :20–22
회원국은 지불 불균형을 관리하고 페깅 목표를 달성하기 위해 필요에 따라 자본 통제를 사용하도록 승인 및 권장되었지만 특히 단기 자본 출혈을 충당하기 위해 IMF 자금 조달에 의존하는 것은 금지되었다. :38IMF가 회원들을 안내하고 반복되는 국제수지 적자에 대한 단기 자금조달 창구를 제공하기 위해 설립된 반면, IBRD는 장기 투자 기회와 전후 재건 프로젝트로 글로벌 자본을 집중시키는 일종의 금융 중개자 역할을 하기 위해 설립되었다. :22이러한 조직의 창설은 국제 금융 구조의 진화에서 중요한 이정표였으며 일부 경제학자들은 이를 제2차 세계 대전 이후 다자간 협력의 가장 중요한 성과로 간주한다. :39 :1–31960년 국제 개발 협회 (IDA)가 설립된 이후 IBRD와 IDA는 함께 세계 은행으로 알려졌다. IBRD가 중간 소득 개발도상국에 대출하는 동안 IDA는 세계 최빈국에 양허성 대출 및 보조금을 제공함으로써 AfDB의 대출 프로그램을 확장한다.
1947년 제네바에서 열린 유엔 회의에서 23개국이 관세 및 무역에 관한 일반 협정(GATT)을 체결했다. 대표단은 회원국이 국제 무역 기구 (ITO)로 알려진 유엔 기구의 창설을 협상하는 동안 합의로 충분하다고 의도했다. ITO가 비준되지 않았기 때문에 GATT는 이후의 다자간 무역 협상을 위한 사실상 의 틀이 되었다. 회원국들은 상호 이익을 추구하기 위해 장벽을 낮추는 접근 방식으로 무역 상호주의를 강조했다. :46계약의 구조는 서명자가 상품 및 서비스 거래에 대한 규정을 성문화하고 시행할 수 있도록 했다. :11GATT는 공평하고 비차별적인 무역 관계와 금지되어야 하는 비농업 수출 보조금이라는 두 가지 원칙에 중점을 두었다. 따라서 협정의 최혜국 조항은 회원국이 다른 GATT 회원국에게 제공하지 않을 특혜 관세율을 국가에 제공하는 것을 금지했다. 비농업 보조금이 발견된 경우 회원국은 상계 관세를 제정하여 그러한 정책을 상쇄할 수 있는 권한이 부여되었다. :460이 협정은 정부에 무역 관계를 관리하고 보호주의적 압력을 피하기 위한 투명한 구조를 제공했다. :108그러나 GATT의 원칙은 자본 이동을 엄격하게 금지한 시대와 일치하여 금융 활동으로 확장되지 않았다. :70–71협정의 초기 라운드는 관세를 줄이는 데 제한적인 성공만을 거두었다. 미국이 관세를 3분의 1로 낮추는 동안 다른 서명국들은 훨씬 더 작은 무역 양보를 제안했다. :99

### 금융 세계화의 부활

#### 변동환율 제도: 1973~현재
브레튼우즈 체제에 의해 유지된 환율 안정이 국제 무역 확대를 촉진했지만, 이 초기 성공은 무역의 지속적인 성장을 지원하기 위해 국제 준비금의 공급을 늘릴 수 있는 메커니즘이 없다는 근본적인 설계 결함을 은폐했다. :22이 시스템은 1950년대 후반과 1960년대 초반에 극복할 수 없는 시장 압력과 주요 참가자 간의 결속력 악화를 경험하기 시작했다. 중앙 은행은 준비금으로 보유하기 위해 더 많은 미국 달러가 필요했지만 그렇게 하는 것이 달러 준비금을 초과하고 환율 고정을 위협하는 경우 통화 공급을 확장할 수 없었다. 이러한 요구를 수용하기 위해 Bretton Woods 체제는 달러 적자를 유지하기 위해 미국에 의존했다. 그 결과, 달러 가치는 금 지지대를 초과하기 시작했다. 1960년대 초반에 투자자들은 미국보다 런던에서 더 높은 달러 환율에 금을 팔 수 있었고, 이는 시장 참가자들에게 달러가 고평가 되었다는 신호였다. 벨기에계 미국인 경제학자 로베르 트리핀은 현재 트리핀 딜레마로 알려진 이 문제를 트리핀 딜레마라고 정의했다. 이 딜레마는 한 국가의 국가적 경제적 이익이 세계 기축통화의 수호자로서의 국제적 목표와 충돌하는 것이다. :34–35
프랑스는 1968년 인위적으로 낮은 금 가격에 대한 우려를 표명하고 이전의 금본위제로의 복귀를 요구했다. 한편, 미국이 베트남 전쟁에서 군사 캠페인 비용을 수용하기 위해 통화 공급을 확장함에 따라 초과 달러가 국제 시장으로 흘러 들어갔다. 19세기 이후 처음으로 경상 수지 적자를 낸 이후, 금 보유고는 투기 투자자들의 공격을 받았다. 1971년 8월, 리처드 닉슨 대통령은 닉슨 쇼크의 일환으로 미국 달러의 금 교환을 중단했다. 골드 윈도우 폐쇄는 달러 가치 하락에 따른 조정 부담을 다른 나라로 효과적으로 옮겼다. 투기 거래자들은 다른 통화를 쫓고 이러한 통화가 달러에 대해 재평가될 것을 예상하여 달러를 판매하기 시작했다. 이러한 자본 유입은 인플레이션 통화 공급, 대체로 비효율적인 자본 통제 또는 변동 환율 중에서 선택해야 하는 외국 중앙 은행에 어려움을 주었다. :34–35 :14–15미국 달러를 둘러싼 이러한 불황에 따라 금의 달러 가격은 온스당 US$38로 인상되었고 Bretton Woods 시스템은 G-10 회원국이 서명한 스미소니언 협정의 일부로 2.25%의 증가된 범위 내에서 변동을 허용하도록 수정되었다. 1971년 12월. 이 협정으로 인해 시스템의 중단이 2년 더 지연되었다. :6–7시스템의 침식은 발생한 달러 평가 절하뿐만 아니라 석유 달러 재활용 및 국제 수지 금융에서 국제 금융 시장의 중요성을 강조한 1970년대의 오일 위기로 인해 가속화되었다. 세계 기축통화가 변동하기 시작하자 다른 국가들도 변동환율제를 도입하기 시작했다. :5–7

## 세계화된 자본의 의미
국제수지 계정은 외국에서 지불하거나 외국에서 받은 지불을 요약한다. 영수증은 대변 거래로 간주되고 지불은 차변 거래로 간주된다. 국제수지는 세 가지 구성 요소의 기능이다. 상품 및 서비스의 수출 또는 수입과 관련된 거래가 경상 계정을 구성하고, 금융 자산의 구매 또는 판매가 관련된 거래가 금융 계정 을 구성하고, 부의 비전통적 이전이 관련된 거래가 자본 계정을 구성한다. :306–307경상수지는 무역수지, 해외 순요소소득, 순일방이전의 3가지 변수로 요약된다. 금융 계정은 자산의 수출과 수입의 가치를 요약하고 자본 계정은 제공된 이전을 차감한 자산 이전의 가치를 요약한다. 자본 계정에는 은행 준비금을 유지하거나 활용하기 위해 중앙 은행이 국내 통화, 외환, 금 및 SDR의 매매를 요약하는 공식 준비금 계정도 포함된다. :66–71 :169–172 :32–35
국제수지 합계가 0이 되기 때문에 경상수지 흑자는 자산 계정의 적자를 나타내며 그 반대의 경우도 마찬가지이다. 경상수지 흑자 또는 적자는 국가가 소비 및 투자 자금을 조달하기 위해 외국 자본에 의존하고 있는 정도와 해당 국가의 생활 수준을 나타낸다. 예를 들어, 자본 계정 잔액이 0이라고 가정하면(따라서 자금 조달에 사용할 수 있는 자산 이전이 없음) 경상 계정 적자가 10억 파운드라는 것은 금융 계정 흑자(또는 순자산 수출)가 10억 파운드임을 의미한다. 금융 자산의 순 수출자는 차입자로 알려져 있으며 현재 소비와 미래 지불금을 교환한다. 또한 금융 자산의 순 수출은 한 국가의 부채 증가를 나타낸다. 이러한 관점에서 국제수지는 경상수지 불균형이 국내외 금융자본으로 조달되는 정도를 나타내어 한 국가의 소득과 지출을 연결하며, 이는 한 국가의 부가 시간이 지남에 따라 어떻게 형성되는지를 보여준다. :73 :308–313 :203건전한 국제수지 지위는 경제 성장에 중요하다. 수요 증가를 겪고 있는 국가가 건전한 국제수지를 유지하는 데 어려움을 겪을 경우 수요가 둔화되어 미사용 공급 또는 초과 공급, 외국인 투자 위축, 수출 매력도 감소로 이어져 지급 불균형을 심화시키는 부정적인 사이클을 더욱 강화할 수 있다. :21–22
한 국가의 외부 자산은 외국 자산에서 해외 부채를 차감한 가치로 측정된다. 경상수지 흑자(및 이에 상응하는 금융수지 적자)는 외부 부의 증가를 나타내는 반면 적자는 감소를 나타낸다. 한 국가가 자산의 순 구매자인지 순 판매자인지에 대한 경상 계정 표시와는 별도로 한 국가의 외부 부의 이동은 외국인 투자에 대한 자본 이득 과 자본 손실 의 영향을 받다. 외부 자산이 양수이면 해당 국가가 세계 경제에서 순 대출자(또는 채권자 )임을 의미하고, 외부 자산이 음수이면 순 차입자(또는 채무자 )를 나타낸다. :13,210

### 고유한 재무 위험
국가와 국제 기업은 외국인 투자 활동에 고유한 일련의 재정적 위험 에 직면해 있다. 정치적 위험 은 다른 형태로 나타나는 외국의 정치적 불안정 또는 불리한 발전으로 인한 손실의 가능성이다. 이전 위험은 국가의 자본 통제 및 국제 수지를 둘러싼 불확실성을 강조한다. 운영 위험은 국가의 규제 정책과 정상적인 비즈니스 운영에 미치는 영향에 대한 우려를 나타낸다. 통제 위험은 외국인 직접 투자의 현지 운영에서 재산 및 결정권을 둘러싼 불확실성에서 비롯된다. :422신용 위험은 대출 기관이 외국인 투자에 대한 법적 보호가 거의 또는 전혀 제공되지 않거나 전혀 제공되지 않는 규제 프레임워크에 직면할 수 있음을 의미한다. 예를 들어, 외국 정부는 법적 결과나 소구 없이 국가 채무 불이행을 약속하거나 국제 투자자에 대한 채무 의무를 부인할 수 있다. 정부는 외국인 보유 자산을 수용 또는 국유화 하기로 결정하거나 투자자가 유치국에서 자산을 취득하기로 결정한 후 의도적인 정책 변경을 시행할 수 있다. :14–17국가 위험은 정치적 위험과 신용 위험을 모두 포함하며, 호스트 국가에서 부채 상환 능력과 이자 및 배당금으로 인한 이익의 본국 송환을 위협하는 예상치 못한 상황이 발생할 가능성을 나타낸다. :425,526 :216

## 참가자들

### 경제 주체
경제의 핵심 기능인 소비, 생산, 투자는 최근 수십 년 동안 고도로 세계화되었다. 소비자가 외국 상품을 수입하거나 외국 투입으로 생산된 국내 상품을 구매하는 경우가 증가하는 동안 기업은 세계 경제에서 점점 더 글로벌화되는 소비를 충족시키기 위해 국제적으로 생산을 계속 확장한다. 국가 간의 국제 금융 통합은 투자자들에게 해외 투자를 통해 자산 포트폴리오를 다각화할 수 있는 기회를 제공했다. :4–5소비자, 다국적 기업, 개인 및 기관 투자자, 금융 중개자 (예: 은행 )는 글로벌 금융 시스템의 핵심 경제 주체이다. 중앙 은행(예: 유럽 중앙 은행 또는 미국 연방 준비 제도 이사회 )은 통화 정책 목표를 실현하기 위해 공개 시장 운영을 수행한다. :13–15 :11–13,76Bretton Woods 기관, 다자간 개발 은행 및 기타 개발 금융 기관 과 같은 국제 금융 기관 은 위기에 처한 국가에 긴급 자금을 제공하고 예비 외국인 투자자에게 위험 완화 도구를 제공하며 개발 금융 및 빈곤 감소 이니셔티브를 위한 자본을 모은다. :243세계무역기구(WTO), 국제금융연구소(Institute of International Finance ), 세계거래소연맹(World Federation of Exchanges )과 같은 무역 기구는 무역을 용이하게 하고 무역 분쟁을 촉진하며 경제 문제를 해결하고 표준을 촉진하고 연구 및 통계 출판물을 후원하기 위해 노력하고 있다.

### 규제 기관
금융 규제의 명시적 목표에는 국가의 금융 안정성 추구와 사기 행위로부터 순진하지 않은 시장 참여자 보호가 포함되는 반면, 암묵적 목표에는 세계 투자자에게 실행 가능하고 경쟁력 있는 금융 환경을 제공하는 것이 포함된다. :57거버넌스, 금융 규제, 예금 보험, 할인 창구를 통한 긴급 자금 조달, 표준 회계 관행, 확립된 법적 및 공개 절차를 갖춘 단일 국가는 자체적으로 건전한 국내 금융 시스템을 개발하고 성장시킬 수 있다. 그러나 전지구적 맥락에서 이러한 협정을 전 세계적으로 확장할 수 있는 중앙 정치 당국은 존재하지 않다. 오히려, 정부는 시간이 지남에 따라 발전하고 집합적으로 국제 금융 구조라고 불리는 일련의 기관과 관행을 수립하기 위해 협력했다. :xviii :2이 아키텍처 내에서 국가 정부 및 정부 간 조직과 같은 규제 당국은 국제 금융 시장에 영향을 줄 수 있는 능력을 가지고 있다. 국가 정부는 관세 및 외국 자본 통제를 부과하기 위해 재무 부처, 재무부 및 규제 기관을 고용하거나 공개 시장에서 원하는 개입을 실행하기 위해 중앙 은행을 사용할 수 있다. :17–21
은행 및 기타 금융 기관이 국제통화기금(IMF) 또는 국제결제은행(특히 바젤 은행감독위원회 및 국제금융위원회)과 같은 다자간 기구에서 설정하고 발표한 지침 내에서 운영을 시도하는 어느 정도의 자율 규제 가 발생한다. 금융 시스템 ). :33–34국제 규제 기관의 추가 예는 다음과 같다. 선진국 간의 정보 및 활동을 조정하기 위해 설립된 금융안정위원회(FSB); 금융 증권 규제를 조정하는 국제 증권 위원회 (IOSCO) 일관된 보험 산업 감독을 촉진하는 국제 보험 감독자 협회 (IAIS); 자금 세탁 및 테러 자금 조달 과의 전쟁에서 협력을 촉진하는 자금 세탁에 관한 재정 행동 태스크 포스( Financial Action Task Force on Money Laundering ); 회계 및 감사 표준을 발표하는 국제회계표준위원회 (IASB). 파리 클럽( Paris Club ) 및 런던 클럽 (London Club)과 같이 국가 부채 상환으로 어려움을 겪고 있는 국가를 지원하고 안내하기 위한 공공 및 민간 협정이 존재한다. :22 :10–11국가 증권 위원회와 독립 금융 규제 기관은 해당 산업의 외환 시장 활동을 감독한다. :61–64유럽의 초국가적 금융 규제 기관의 두 가지 예로는 시스템적 위험과 제도적 약점을 식별하고 국가 규제 기관보다 우선할 수 있는 유럽 은행 당국 (EBA)과 금융 규제 문제를 검토하고 정책 권장 사항을 발표하는 유럽 그림자 금융 규제 위원회(ESFRC)가 있다.

### 연구 기관 및 기타 포럼
연구 및 학술 기관, 전문 협회 및 싱크 탱크는 글로벌 금융 시스템의 투명성과 효율성을 개선하기 위한 권장 사항을 관찰, 모델링, 이해 및 게시하는 것을 목표로 한다. 예를 들어, 독립적인 초당파적 세계경제포럼( World Economic Forum )은 글로벌 금융 시스템에 대한 글로벌 의제 위원회(Global Agenda Council on the Global Financial System) 및 국제 통화 시스템에 대한 글로벌 의제 위원회(Global Agenda Council on the International Monetary System)를 촉진하며, 이 위원회는 시스템 위험에 대해 보고하고 정책 권장 사항을 수집한다. 세계 금융 시장 협회는 전 세계의 다양한 전문 협회 회원들 사이에서 글로벌 금융 문제에 대한 토론을 촉진한다. 30인 그룹 (G30)은 1978년에 국제 경제 및 글로벌 금융에 대한 이해를 증진하기 위해 노력하는 컨설턴트, 연구원 및 대표로 구성된 민간 국제 그룹으로 결성되었다.
IMF는 글로벌 금융 시스템이 금융 안정성을 개선하는 길에 있지만 지역적 취약성과 정책 체제로 인해 많은 과도기적 도전에 직면해 있다고 보고했다. 한 가지 과제는 완화적 통화 정책에서 미국의 이탈을 관리하는 것이다. 시장이 더 높은 이자율의 새로운 통화 체제에 대한 투자자의 기대를 반영하도록 조정됨에 따라 우아하고 질서 있는 방식으로 그렇게 하는 것이 어려울 수 있다. 높은 이자율과 변동성 확대로 인한 시장 유동성의 구조적 감소 또는 단기 증권 및 그림자 금융 시스템 (특히 모기지 시장 및 부동산 투자 신탁 )의 구조적 디레버리징으로 인해 이자율이 너무 급격하게 상승할 수 있다. 다른 중앙 은행들은 최근 몇 년 동안 사용된 비전통적인 통화 정책을 종료하는 방법을 고려하고 있다. 그러나 일본과 같은 일부 국가에서는 디플레이션 압력에 맞서기 위해 더 큰 규모의 경기 부양 프로그램을 시도하고 있다. 유로존 국가들은 통화 통합을 강화하고 은행과 정부에 대한 스트레스를 완화하기 위해 수많은 국가 개혁을 시행했다. 그러나 포르투갈, 이탈리아, 스페인과 같은 일부 유럽 국가는 투자자들이 가격 책정의 비효율성과 우수한 자산을 식별하는 데 어려움을 겪는 기업 부문과 파편화된 금융 시장으로 인해 계속 어려움을 겪고 있다. 이러한 환경에서 운영되는 은행은 해당 시장 조정을 견디고 잠재적 손실을 흡수하기 위해 더 강력한 규정이 필요할 수 있다. 신흥 시장 경제는 채권 시장이 국내 시장으로 쏟아져 들어오는 외부 투자자의 통화 완화에 대한 민감도가 높아짐에 따라 더 큰 안정성에 대한 도전에 직면해 있으며, 확장적 신용 환경에서 과도한 기업 레버리지로 인한 잠재적 자본 이탈에 노출된다. 이러한 경제의 정책 입안자들은 투자자 철수를 유발하지 않도록 시장 성장을 촉진하면서 보다 지속 가능하고 균형 잡힌 금융 부문으로 전환해야 하는 과제를 안고 있다.  :xi-xiii